# Sphingius prolixus
Espèce
Sphingius prolixus est une espèce d'araignées aranéomorphes de la famille des Liocranidae.

## Distribution
Cette espèce est endémique de la province de Nakhon Ratchasima en Thaïlande,. Elle se rencontre dans le parc national de Khao Yai.

## Description
La femelle holotype mesure 3,98 mm.

## Publication originale
- Dankittipakul, Tavano & Singtripop, 2011 : Neotype designation for Sphingius thecatus Thorell, 1890, synonymies, new records and descriptions of six new species from southeast Asia (Araneae, Liocranidae). Zootaxa, no 3066, p. 1-20.